# Sfermione
Nella fisica delle particelle, uno sfermione è il superpartner a spin-0 di un fermione ordinario che appare nelle estensioni supersimmetriche del modello standard (MS). Dunque, gli sfermioni includono gli squark e gli sleptoni. Dato che tutti i fermioni del Modello Standard hanno spin 1/2, gli sfermioni hanno spin 0 (bosoni scalari). 
L'"opposto" di uno sfermione è un bosino, il quale è il superpartner di un comune bosone. Perciò, i bosini sono fermioni.

## Sfermioni fondamentali

### Squark
Lo squark è un ipotetico bosone superpartner di un quark la cui esistenza è implicata dalla supersimmetria. Gli squark hanno lo stesso sapore, carica elettrica e carica di colore dei quark corrispondenti.

### Sleptoni
Lo sleptone è un ipotetico bosone superpartner di un leptone la cui esistenza è implicata dalla supersimmetria. Proprio come i quark, gli sleptoni hanno lo stesso sapore, carica elettrica e carica di colore dei leptoni corrispondenti. In un mondo esattamente supersimmetrico essi devono anche avere la stessa massa, ma finora tali particelle non sono state documentate. Se esistono, la supersimmetria deve essere rotta e la loro massa è al di là di un'attuale conferma sperimentale.
Alcuni esempi comprendono:
- selettrone, superpartner di un elettrone;
- smuone, superpartner di un muone;
- stauone, superpartner di un tauone;
- sneutrino, superpartner di un neutrino.